# MERVAL
| MERVAL         | MERVAL                            |
| Stammdaten     | Stammdaten                        |
| -------------- | --------------------------------- |
| Staat          | Argentinien                       |
| Börse          | Bolsa de Comercio de Buenos Aires |
| ISIN           | ARMERV160025                      |
| WKN            | A0AEM9                            |
| Symbol         | MERV                              |
| RIC            | ^MERV                             |
| Bloomberg-Code | MERVAL <INDEX>                    |
| Kategorie      | Aktienindex                       |
| Typ            | Kursindex                         |
| Familie        | MERVAL Indices                    |

Der MERVAL (MERcado de VALores de Buenos Aires, deutsch: Aktienmarkt von Buenos Aires) ist der führende Aktienindex in Argentinien.  Er umfasst die 17 größten und liquidesten Unternehmen der Bolsa de Comercio de Buenos Aires, der Handelsbörse von Buenos Aires.

## Berechnung
Technisch gesehen ist der MERVAL ein Kursindex, der nach der Marktkapitalisierung gewichtet wird. Er enthält 17 Aktien, die einen repräsentativen Querschnitt der größten und liquidesten Unternehmen des Landes bilden. Der Index wird nicht um Dividendenzahlungen bereinigt. Kapitalmaßnahmen wie Aktiensplits haben keinen (verzerrenden) Einfluss auf das Börsenbarometer. Die Berechnung wird während der Handelszeit von 11:00 Uhr bis 17:00 Uhr Ortszeit (15:00 Uhr bis 21:00 Uhr MEZ) jede Sekunde aktualisiert.
Die Indexbestandteile werden von der Bolsa de Comercio de Buenos Aires, der Handelsbörse von Buenos Aires, anhand der Teilnahme am Marktgeschehen und dem Umfang der getätigten Transaktionen ausgesucht. Die Zugehörigkeit zum Index wird ausgehend von der Marktperformance der jeweils vorangehenden sechs Monate geprüft und alle vier Monate aktualisiert. Die höchsten Gewichtungen erreichen der Finanzdienstleister Grupo Financiero Galicia, das Montanunternehmen  Tenaris S.A. und der Ölkonzern Petróleo Brasileiro.

## Geschichte

### 20. Jahrhundert

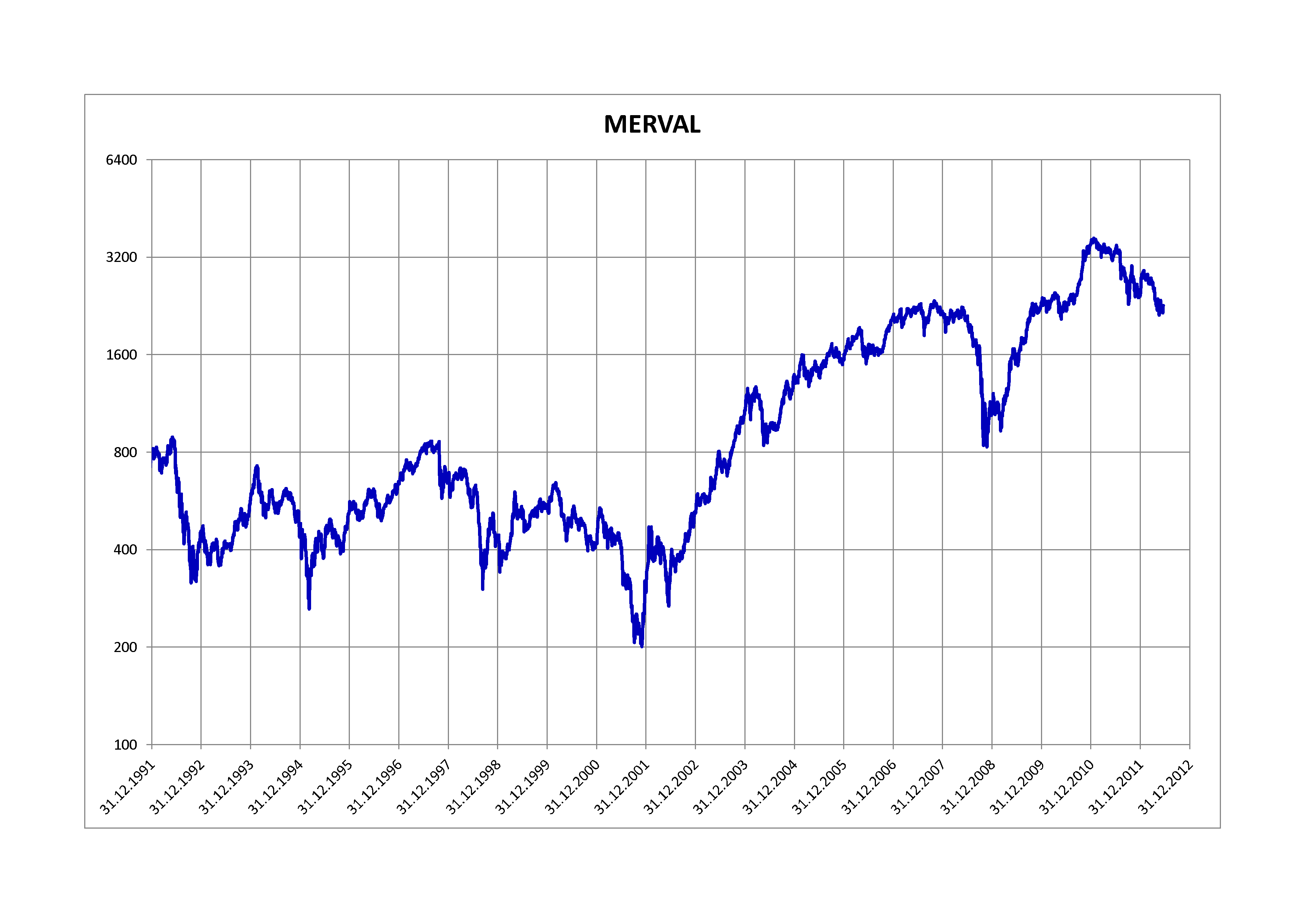
MERVAL 1991–2012

Der MERVAL wurde am 30. Juni 1986 erstmals veröffentlicht. Der Basiswert lag zunächst bei 100 Punkten. In den 1980er Jahren verursachte die Hyperinflation eine Abwertung der lokalen Währung auf den globalen Märkten. Am 1. April 1991 wurde die argentinische Währung Austral per Gesetz an den US-Dollar gebunden. Der Wechselkurs betrug zunächst 10.000 Australes je US-Dollar und mit der Einführung der neuen Währung Argentinischer Peso zum 1. Januar 1992 ein Peso je US-Dollar. Die zuvor gültige Währung wurde im Verhältnis 10.000:1 umgetauscht. Das heißt, 10.000 Austral im Jahr 1991 sind zu 1 Peso im Jahr 1992 geworden. Damit wurde auch der Basiswert des MERVAL von 1986 auf 0,01 Punkte festgelegt.
Im Jahr 1989 stieg der MERVAL um 18.535 Prozent. Es ist nominal der größte Jahresgewinn in der Geschichte des Index. Am 1. Juni 1991 schloss der argentinische Leitindex bei 890,41 Punkten. Im Verlauf der Rezession Anfang der 1990er Jahre verlor der Index an Wert. Am 16. Oktober 1992 beendete er den Handel bei 315,38 Punkten und damit um 64,6 Prozent tiefer. Am 16. Februar 1994 schloss das Börsenbarometer bei 727,85 Punkten. Der Gewinn seit Oktober 1992 liegt bei 130,8 Prozent. Am 8. März 1995 beendete der Index den Handel bei 262,11 Punkten. Der Verlust seit Februar 1994 beträgt 64,0 Prozent.
Am 20. August 1997 schloss der MERVAL bei 866,47 Punkten. In den Jahren 1997 und 1998 kam es in Teilen der Welt zu Finanz-, Währungs- und Wirtschaftskrisen (Asienkrise, Argentinien-Krise, Russlandkrise, Brasilienkrise). Durch die Krisen waren die Anleger in Argentinien nervös geworden und es kam zu einem verstärkten Kapitalabfluss. Am 10. September 1998 schloss der Aktienindex bei 301,73 Punkten und damit um 65,2 Prozent tiefer als im August 1997. Bis zum 3. März 2000 stieg der Index um 113,9 Prozent auf einen Schlussstand von 645,29 Punkten.

### 21. Jahrhundert
Die Argentinien-Krise führte Ende 2001 zum Kollaps des Finanzsystems und einer Periode von großer politischer Instabilität. Am 30. November 2001 beendete der argentinische Leitindex den Handel bei 200,14 Punkten. Der Verlust seit März 2000 beträgt 69,0 Prozent. Es ist der größte Sturz in der Geschichte des Index. Am 11. Januar 2002 wurde die Landeswährung zunächst um 29 Prozent auf 1,40 Peso je US-Dollar abgewertet, dieser Wechselkurs ließ sich jedoch nicht stabil halten und so wurde die Währung am 31. Januar 2002 freigegeben. Nach einem Rückgang des Bruttoinlandsproduktes 2001 erholte sich die Wirtschaft des Landes seit Mitte 2002, sie befand sich seit 2003 auf Wachstumskurs.
In den folgenden Jahren erzielte der MERVAL zahlreiche Rekorde. Am 2. Dezember 2003 schloss er mit 1.022,40 Punkten rechnerisch erstmals über der Grenze von 1.000 Punkten und am 13. Dezember 2006 mit 2.032,74 Punkten zum ersten Mal über der 2.000-Punkte-Marke. Bis zum 31. Oktober 2007 stieg das Börsenbarometer auf einen Schlussstand von 2.351,44 Punkten. Der Gewinn seit November 2001 beträgt 1.074,9 Prozent.
Im Verlauf der internationalen Finanzkrise, die im Sommer 2007 in der US-Immobilienkrise ihren Ursprung hatte, begann der MERVAL wieder zu sinken. Ab Herbst 2008 wirkte sich die Krise zunehmend auf die Realwirtschaft aus. In Folge brachen die Aktienkurse weltweit ein. Am 22. Oktober 2008 schloss der Index mit 940,82 Punkten unter der 1.000-Punkte-Marke. Einen neuen Tiefststand erzielte der MERVAL am 21. November 2008, als er den Handel mit 828,99 Punkten beendete. Seit dem 31. Oktober 2007 entspricht das einem Rückgang um 64,7 Prozent.
Der 21. November 2008 markiert den Wendepunkt der Talfahrt. Ab dem Herbst 2008 war der MERVAL wieder auf dem Weg nach oben. Am 29. Oktober 2010 schloss er mit 3.007,41 Punkten erstmals über der Grenze von 3.000 Punkten. Am 20. Januar 2011 beendete der Aktienindex den Handel auf einem Allzeithoch von 3.664,82 Punkten. Seit November 2008 entspricht das einem Zuwachs um 342,1 Prozent. Die Abschwächung der globalen Konjunktur und die Verschärfung der Eurokrise führten zu einem Kurseinbruch des MERVAL. Am 4. Oktober 2011 schloss der argentinische Leitindex bei 2.286,73 Punkten. Der Verlust seit dem Allzeithoch am 20. Januar 2011 beträgt 37,6 Prozent.
Die Ankündigung neuer Anleihekaufprogramme der Europäischen Zentralbank und der US-Notenbank in grundsätzlich unbegrenztem Umfang führte zu einer Erholung der Kurse am Aktienmarkt. Die monetären Impulse spielten eine größere Rolle bei der Kursbildung, als die weltweite Wirtschaftsabkühlung und die Lage der Unternehmen. Am 10. Januar 2013 schloss der Index bei 3.114,20 Punkten und damit um 36,2 Prozent höher als am 4. Oktober 2011.
Die stark inflationäre Entwicklung der argentinischen Volkswirtschaft führte zu einem Anstieg des Index auf über eine Million Punkte bis Anfang 2024.

### Höchststände
Die Übersicht zeigt die Allzeithöchststände des MERVAL.
|                      | Punkte    | Datum           |
| -------------------- | --------- | --------------- |
| im Handelsverlauf    | 1.316.204 | 2. Februar 2024 |
| auf Schlusskursbasis | 1.326.322 | 2. Februar 2024 |

### Meilensteine
Die Tabelle zeigt die Meilensteine des MERVAL.
| Erster Schlussstand über | Schlussstand in Punkten | Datum              |
| ------------------------ | ----------------------- | ------------------ |
| 1                        | 1,05                    | 11. Mai 1989       |
| 5                        | 5,14                    | 16. Juni 1989      |
| 10                       | 10,20                   | 14. Juli 1989      |
| 50                       | 55,06                   | 19. Februar 1990   |
| 100                      | 101,10                  | 18. April 1990     |
| 500                      | 519,63                  | 21. August 1991    |
| 1.000                    | 1.022,40                | 2. Dezember 2003   |
| 1.500                    | 1.517,93                | 14. Februar 2005   |
| 2.000                    | 2.032,74                | 13. Dezember 2006  |
| 2.500                    | 2.533,29                | 20. September 2010 |
| 3.000                    | 3.007,41                | 29. Oktober 2010   |
| 3.500                    | 3.522,60                | 29. Dezember 2010  |
| 5.000                    | 5.241,90                | 11. Oktober 2013   |
| 10.000                   | 10.116,40               | 2. September 2014  |
| 100.000                  | 102.265,40              | 7. Juli 2022       |
| 1.000.000                | 1.010.022,00            | 12. Dezember 2023  |

### Jährliche Entwicklung
Die Tabelle zeigt die jährliche Entwicklung des MERVAL seit 1986 (Stand: 17. Januar 2024).
| Jahr | Schlussstand in Punkten | Veränderung in Punkten | Veränderung in % |
| ---- | ----------------------- | ---------------------- | ---------------- |
| 1986 | 0,01                    |                        |                  |
| 1987 | 0,03                    | 0,02                   | 200,00           |
| 1988 | 0,20                    | 0,17                   | 566,67           |
| 1989 | 37,27                   | 37,07                  | 18.535,00        |
| 1990 | 92,50                   | 55,23                  | 148,19           |
| 1991 | 800,62                  | 708,12                 | 765,54           |
| 1992 | 426,33                  | −374,29                | −46,75           |
| 1993 | 581,91                  | 155,58                 | 36,49            |
| 1994 | 460,49                  | −121,42                | −20,87           |
| 1995 | 518,96                  | 58,47                  | 12,70            |
| 1996 | 649,37                  | 130,41                 | 25,13            |
| 1997 | 687,50                  | 38,13                  | 5,87             |
| 1998 | 430,06                  | −257,44                | −37,45           |
| 1999 | 550,47                  | 120,41                 | 28,00            |
| 2000 | 416,77                  | −133,70                | −24,29           |
| 2001 | 295,39                  | −121,42                | −29,13           |
| 2002 | 524,95                  | 229,60                 | 77,74            |
| 2003 | 1.071,95                | 547,00                 | 104,20           |
| 2004 | 1.375,37                | 303,42                 | 28,31            |
| 2005 | 1.543,31                | 167,94                 | 12,21            |
| 2006 | 2.090,46                | 547,15                 | 35,45            |
| 2007 | 2.151,73                | 61,27                  | 2,93             |
| 2008 | 1.079,66                | −1.072,07              | −49,82           |
| 2009 | 2.320,73                | 1.241,07               | 114,95           |
| 2010 | 3.523,59                | 1.202,86               | 51,83            |
| 2011 | 2.462,63                | −1.060,96              | −30,11           |
| 2012 | 2.854,29                | 391,66                 | 15,90            |
| 2013 | 5.391,03                | 2.536,74               | 88,87            |
| 2014 | 8.579,02                | 3.187,99               | 59,14            |
| 2015 | 11.675,18               | 3.096,16               | 36,09            |
| 2016 | 16.917,86               | 5.242,68               | 44,90            |
| 2017 | 30.065,61               | 13.147,75              | 77,72            |
| 2018 | 30.292,55               | 226,94                 | 0,75             |
| 2019 | 41.671,41               | 11.378,90              | 37,56            |
| 2020 | 51.226,49               | 9.555,08               | 22,93            |
| 2021 | 83.500,11               | 32.273,62              | 63,00            |
| 2022 | 202.085,13              | 118.585,02             | 142,02           |
| 2023 | 929.704,19              | 727.619,06             | 360,06           |

## Zusammensetzung
Der MERVAL setzt sich aus folgenden Unternehmen zusammen (Stand: 16. Mai 2020)
| Name                            | Branche                   | Indexgewichtung in % |
| ------------------------------- | ------------------------- | -------------------- |
| Aluar                           | Aluminium                 |                      |
| Banco Macro                     | Banken                    |                      |
| BBVA Banco Francés              | Banken                    |                      |
| Bolsas y Mercados Argentinos    | Börsen                    |                      |
| Cablevisión                     | Telekommunikation         |                      |
| Central Puerto                  | Versorger                 |                      |
| Cresud                          | Agrar                     |                      |
| Edenor                          | Versorger                 |                      |
| Grupo Financiero Galicia        | Finanzdienstleister       |                      |
| Grupo Financiero Valores        | Finanzdienstleister       |                      |
| Grupo Supervielle               | Banken                    |                      |
| Holcim Argentina                | Baustoffe                 |                      |
| Pampa Energía                   | Versorger                 |                      |
| Sociedad Comercial del Plata    | Immobilien                |                      |
| Telecom Argentina               | Telekommunikation         |                      |
| Ternium                         | Stahl                     |                      |
| Transener                       | Übertragungsnetzbetreiber |                      |
| Transportadora de Gas del Norte | Gasnetzbetreiber          |                      |
| Transportadora de Gas del Sur   | Gasnetzbetreiber          |                      |
| YPF                             | Öl und Gas                |                      |

## Mitgliedschaften
Die Börse ist Mitglied in:
- Ibero-American Federation of Exchanges[6]